# Castro, Chile

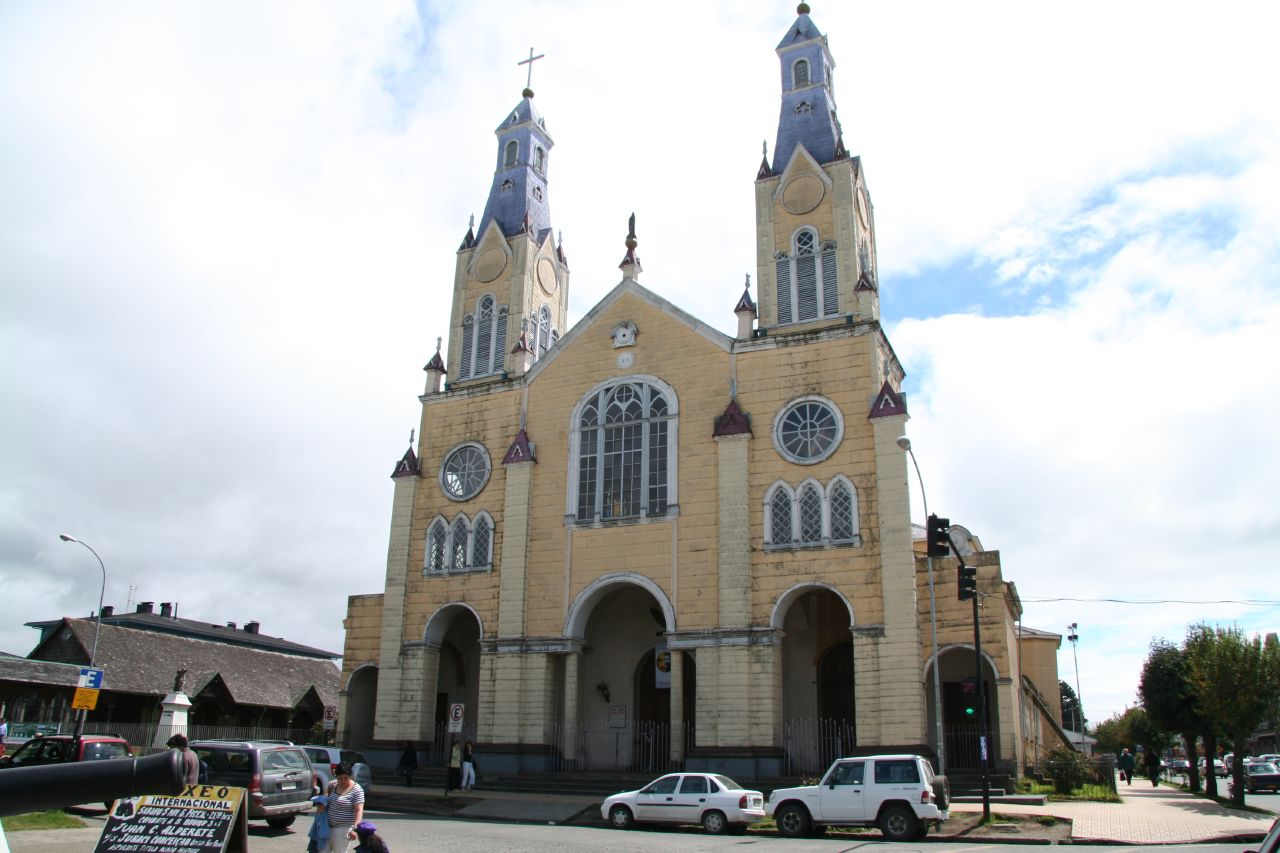
Biserica Santiago de Castro

Castro este un oraș în Región de los Lagos, Chile.
El avea în 2010, 39.876 locuitori.

## Date geografice
Orașul se află situat în centrul insulei Chiloé, la 164 km sud de Puerto Montt, prin oraș trece șoseaua Panamericana.
Clima din regiunea orașului este o climă blândă și foarte umedă.

## Istoric
Înainte de sosirea coloniștilor spanioli, pe insulă trăiau ameirinienii din neamul huilliche. Prin anul 1540 insula este descoperită de Alonso de Camargo, spaniolii sosesc pe insulă sub conducerea lui Francisco de Ulloa, în noiembrie 1553. Denumirea orașului este dată în februarie 1567 de căpitanul spaniol Martín Ruiz de Gamboa. Orașul este în mare parte distrus în mai 1960 de marele cutremur din Chile.

## Economie
Sursele economice cele mai importante ale orașului sunt turismul, agricultura și pescuitul. Printre atracțiile turistice ale orașului se numără biserica de lemn Santiago de Castro care a fost declarată în 2000 patrimoniu mondial UNESCO. La vest de oraș se află Parcul Național Chiloé.